# Wincencin
Wincencin – wieś w Polsce położona w województwie lubelskim, w powiecie włodawskim, w gminie Urszulin.
| SIMC    | Nazwa   | Rodzaj  |
| ------- | ------- | ------- |
| 0109085 | Łysocha | kolonia |

W latach 1975–1998 miejscowość administracyjnie należała do województwa chełmskiego.
Wieś jest sołectwem w gminy Urszulin. Według Narodowego Spisu Powszechnego z roku 2011 wieś liczyła 104 mieszkańców.
Wierni Kościoła rzymskokatolickiego należą do parafii św. Stanisława w Wereszczynie.